# Petite Rocks
Petite Rocks (in lingua inglese: Piccole rocce) sono due piccoli spuntoni rocciosi isolati situati nel settore occidentale del Sallee Snowfield, 9 km a est della parte centrale del Dufek Massif nei Monti Pensacola, in Antartide. 
Le rocce sono state mappate dall'United States Geological Survey (USGS) sulla base di rilevazioni e foto aeree scattate dalla U.S. Navy nel periodo 1956-66.
La denominazione descrittiva è stata assegnata dall'Advisory Committee on Antarctic Names (US-ACAN), in relazione alla piccola dimensione dei due spuntoni rocciosi.